# (500418) 2012 TZ128
(500418) 2012 TZ128 es un asteroide perteneciente al cinturón de asteroides, descubierto el 4 de noviembre de 2007 por el equipo del Spacewatch desde el Observatorio Nacional de Kitt Peak, Arizona, Estados Unidos.

## Designación y nombre
Designado provisionalmente como 2012 TZ128.

## Características orbitales
2012 TZ128 está situado a una distancia media del Sol de 3,050 ua, pudiendo alejarse hasta 3,376 ua y acercarse hasta 2,724 ua. Su excentricidad es 0,106 y la inclinación orbital 9,261 grados. Emplea 1946,03 días en completar una órbita alrededor del Sol.

## Características físicas
La magnitud absoluta de 2012 TZ128 es 16,9.